# Alexandre Ndumbè Douala Manga Bell
Pour les articles homonymes, voir Douala (homonymie) et Bell.
 (avril 2025).
Si vous disposez d'ouvrages ou d'articles de référence ou si vous connaissez des sites web de qualité traitant du thème abordé ici, merci de compléter l'article en donnant les références utiles à sa vérifiabilité et en les liant à la section « Notes et références ».
Le prince Alexandre Ndoumb'a Douala  Manga Bell, né le 3 décembre 1897 à Kamerunstadt (Kamerun, sous administration allemande) et mort le 19 septembre 1966 dans la même ville devenue Douala, est un souverain et homme politique camerounais (naturalisé français), chef supérieur du clan Bell des Douala, qui fut membre de la première et de la seconde Assemblée nationale Constituante (Cameroun) et député du Cameroun de 1946 à 1958.
Il est le fils de Rudolf Douala Manga Bell, pendu le 8 août 1914 par les Allemands en 1914 condamné à la suite de son procès pour haute trahison envers l'Empire allemand, mais en réalité pour avoir refusé l' expropriation foncière de la communauté  autochtone douala du plateau Joss à Douala au profit des colons allemands.

## Biographie

### Enfance et débuts
Fils du prince Rudolf Douala Manga Bell, et petit-fils du roi Auguste Ndumbè Douala Manga Bell, et de Emily Engomè Dayas Thomson, fille métisse d'un commerçant anglais, Alexandre descend d'une des lignées de l'aristocratie Douala. En juin 1902,alors âgé de quatre ans, il fait partie, avec d'autres jeunes gens, de la délégation des chefs doualas qui s'embarque pour le Reich allemand en vue d'y défendre leurs doléances au sujet des projets d'expropriation foncière des autorités coloniales allemandes,et souhaitent s'en entretenir avec les plus hautes autorités du Reich à Berlin où ils arrivent au bout d'un mois de traversée inter continentale. N'ayant obtenu que de vagues promesses,au cours d' entretiens avec de hauts fonctionnaires chargés des questions coloniales, la délégation rentre au Cameroun au bout d'un mois.
Il est décidé  que les enfants venus accompagner la délégation en Allemagne y resteraient pour y être élevés. L'idée première est de faire en sorte que cette génération en devenir soit mieux armée à l'avenir face au colonisateur allemand en y recevant et en étant imprégnée sa culture et de ses codes. En ce qui concerne Alexandre, pour qui toutes les attentions sont portées, le choix se fixe sur des familles triées sur la volet, à commencer par  celle du pasteur  Edvard Schewe à Berlin, qui s'était occupé de la réception de la délégation. Alexandre y reçoit durant plusieurs années, jusqu'au décès du pasteur Schewe en 1909, une bonne éducation teintée de religiosité protestante, armature de la classe dirigeante allemande.  Alexandre naviguera dans ces hauts cercles bourgeois et  nobiliaires, comme à Putbus sur  l'île de Rügen chez la princesse Von Löwenstein ou encore à Neumünster chez Max Wiebach, directeur de la banque du Schleswig-Holstein.

### Carrière politique
Il prend le parti de la France, le nouveau colonisateur.

Les Français ont besoin de son nom, symbole populaire de la résistance à l'occupant. L'administration tire rapidement les conclusions de cette facile équation : elle le finance pour le faire rentrer dans le rang, jouer de son influence à Douala et tenir de beaux discours à l'Assemblée nationale ou à la tribune de l'ONU

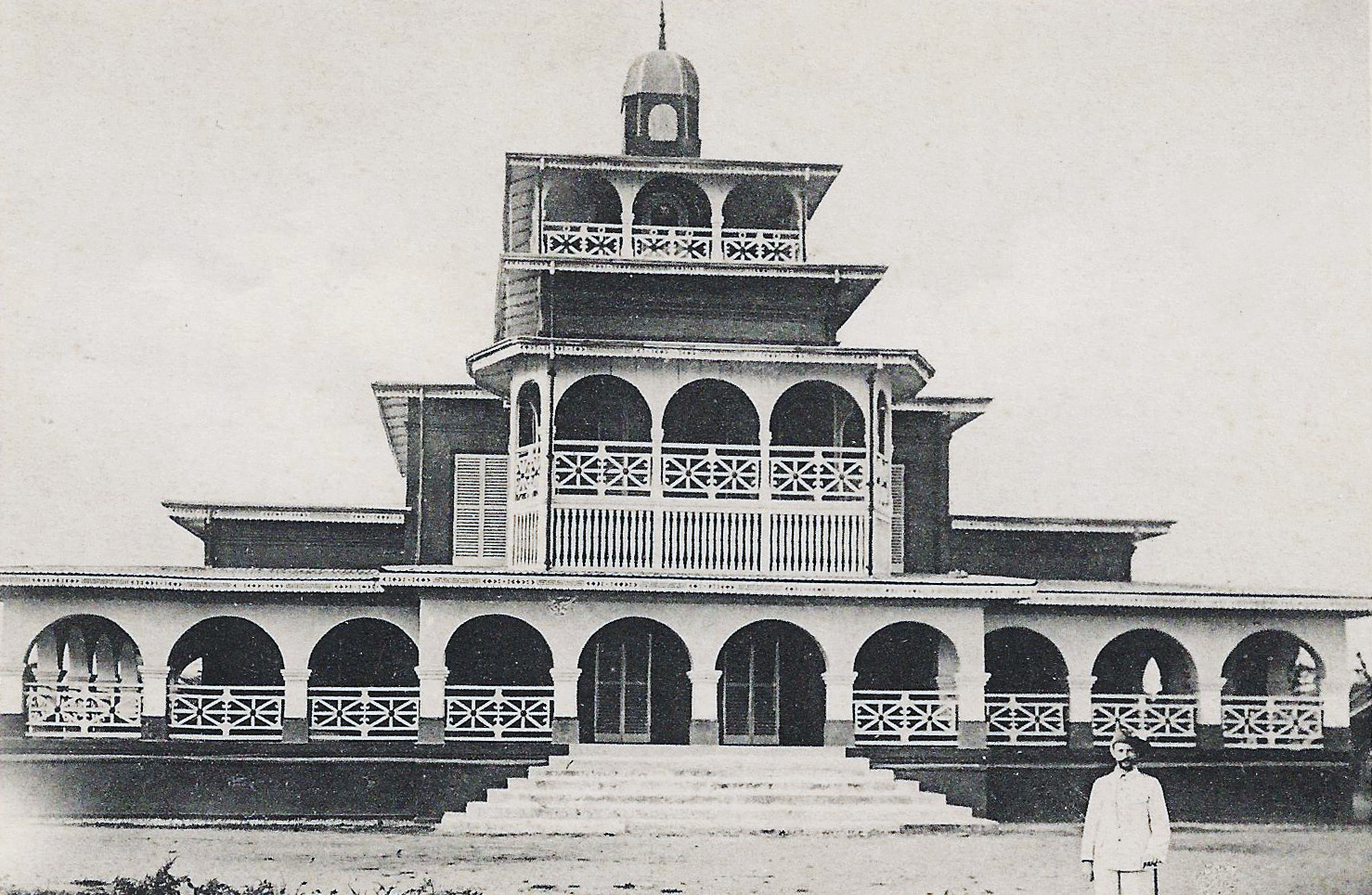
Palais du roi Manga Bell à Douala (1905-1918)

Il s'affilie au MRP, seul parti défendant le système colonial "à l'ancienne", après son élection. Il pratique alors un certain double discours : alors qu'il se tient à distance du combat pour l'abolition du travail forcé à Paris, il s'en attribue la paternité au cours d'une tournée triomphale lors de son retour au Cameroun.
L'une de ses seules interventions au Parlement consiste à dénoncer « les éléments étrangers [communistes] qui ont poussé les Camerounais à se révolter », lors des émeutes de septembre 1945 à Douala, où une centaine de manifestants sont tués dans la répression. Sur la question des réformes institutionnelles, il soutient l'idée d'un double collège (l'un formé par les colons et l'autre par les indigènes), souhaitant promouvoir des élus Blancs afin de rester seul représentant des Africains.
Il est le seul des douze députés africains à ne pas signer en septembre 1946 le manifeste appelant à la création d'une structure panafricaine, le Rassemblement démocratique africain. Il est envoyé à la tribune de l'ONU en 1952 afin d'y défendre le rôle de la France au Cameroun, qui était alors contesté par Ruben Um Nyobe. Sa « servilité » y est d’ailleurs remarqué par Francis Huré, assistant du représentant de la France à l'ONU, qui dit de lui : « Il répétait tout le temps : "je suis votre nègre de service, alors ne me bousculez pas !", c'était tout à fait habituel ». Polyglotte, il est capable de parler le français, l'anglais et l'allemand.

### Controverses et réputation
Le prince cherche souvent à renflouer ses finances.
Fêtard, éloquent,  et capable de « réciter du Virgile en marchant sur les mains », selon l'expression de Paul Audat, Douala Bell se révèle très utile. 
Polyglotte expert du double langage, capable de vanter à l'ONU l'action de la France en anglais, en allemand et en français, est un homme à choyer. Il entre un jour à cheval au cabaret parisien Le Lido en demandant un seau de champagne pour ravitailler son véhicule.
Il tue son propre fils de deux coups de fusil à Douala à la suite d'une dispute en 1947. L'Assemblée Nationale examinera une demande en autorisation de poursuites contre un membre de l'Assemblée (Annexe au procès verbal n° 3245 de la séance du 4 février 1948).  Et le rapport d'enquête (n° 5119 de l'Assemblée Nationale du 30 juillet 1948) établi par la Commission chargée d'examiner cette demande, a conclu à l'unanimité qu'elle n'a pas trouvé dans le dossier des raisons subjectives d'une inculpation; que les éléments délictuels ne semblent pas exister étant donné que le geste accompli a été provoqué par une intervention qui avait pour but de faire respecter l'autorité du père et du chef; qu'il y a lieu, en conséquence, de rejeter purement et simplement la demande de poursuites transmises par le Procureur de la République. 
Mais Douala Bell approuve tout ce que fait la France en Indochine, en Algérie ou à l'ONU. 
Sa désorganisation totale, sa francophilie caricaturale, sa passion pour les femmes et les boissons alcoolisées et autres frasques récurrentes le marginalisent progressivement à la fin des années 1950. Il est inhumé dans le monument funéraire des rois Bell, construit en 1936 à Douala, à son initiative.